# Chiara Maria Gemma
Chiara Maria Gemma (nascida em 20 de setembro de 1968, Brindisi) é uma política italiana eleita membro do Parlamento Europeu em 2019.